# Accidente ferroviario de la estación La Cruz de 1947
El accidente ferroviario de la estación La Cruz fue un trágico suceso férreo ocurrido en dicha estación de la provincia de Corrientes en la tarde del 15 de junio de 1947, hecho donde se registraron 18 víctimas fatales y 48 heridos.

## Hechos
El día 14 de junio de 1947 una formación de tren de la línea del Ferrocarril Nordeste Argentino con varios vagones partió desde la estación porteña de Federico Lacroze a las 14:45 hs. con destino a la ciudad de Posadas, en Misiones. 
Durante el trayecto el día 15 de junio mientras el tren ya se encontraba llegando a la  estación La Cruz, zona despoblada en pleno centro de la provincia, a 2 km de la misma la locomotora arrolla a una vaca que se encontraba en medio de las vías, el fuerte golpe desestabiliza la misma y descarrila volcando, llevándose consigo el vagón de primera clase y tres más de segunda clase.
Rápidamente se organizan las tareas de ayuda y rescate que partieron desde las localidades de Paso de los Libres y Monte Caseros llevando médicos e insumos para las víctimas ya que en La Cruz no disponían de materiales adecuados en caso de accidente.
Los heridos fueron llevados a hospitales cercanos y el rescate de cadáveres duro más de 30 horas, finalizado esto se cuentan alrededor de 18 muertos y otros 48 heridos, 5 en estado grave; entre las víctimas fatales se encuentra el maquinista del convoy
Posterior al accidente desde la Ciudad de Buenos Aires fue enviado un avión con medicamentos y varios médicos, mientras tanto los heridos más graves fueron trasladados en tren hacia la Capital Federal. Las vías férreas quedaron limpias y despojadas de los vagones y en 7 horas los trenes ya podían circular con seguridad.